# Ратайно
Ратайно (пол. Ratajno, нім. Panthenau) — село в Польщі, у гміні Лаґевники Дзержоньовського повіту Нижньосілезького воєводства.
Населення — 240 осіб (2011).
У 1975-1998 роках село належало до Вроцлавського воєводства.

## Демографія
Демографічна структура станом на 31 березня 2011 року:
|          | Загалом | Допрацездатний вік | Працездатний вік | Постпрацездатний вік |
| -------- | ------- | ------------------ | ---------------- | -------------------- |
| Чоловіки | 116     | 25                 | 78               | 13                   |
| Жінки    | 124     | 17                 | 81               | 26                   |
| Разом    | 240     | 42                 | 159              | 39                   |